# Harvard-muis
De Harvard-muis (wetenschappelijke naam), ook wel Oncomouse (patentnaam) genoemd, is een muizenstam die zodanig voor wetenschappelijk onderzoek is gemodificeerd dat hij een zeer grote kans heeft om kanker te krijgen.
De muis genetische modificaties zijn ontworpen door Philip Leder en Timothy Stewart van de Harvard-universiteit. Deze muizenstam draagt een geactiveerd 'oncogen' bij zich. Dit geactiveerde oncogen verhoogt de kans aanzienlijk dat de muis kanker krijgt, waardoor de muis zeer geschikt is voor het onderzoek naar nieuwe behandelmethodes tegen kanker.
De rechten op deze uitvinding zijn in handen van het bedrijf DuPont.